# Scaffolding (informatica)
In informatica, lo scaffolding (termine inglese che significa impalcatura) è una procedura che automatizza la creazione di oggetti ed interfacce a partire da alcune semplici specifiche dettate dal programmatore.
Il termine si incontra soprattutto all'interno della programmazione model-view-controller in quanto è stata resa celebre da Ruby on Rails ed è supportata da molti framework dedicati a questo genere di sviluppo che, a partire da poche specifiche, creano:
1. L'oggetto descritto,
2. Classi per la sua gestione,
3. Comode interfacce grafiche per accedervi.

Le classi generate dallo scaffolding nei framework MVC e MVVM implementano in genere funzionalità CRUD (Create, Read, Update, Delete).